# Belarussische Snooker-Meisterschaft
Die belarussische Snooker-Meisterschaft ist ein seit 2006 jährlich ausgetragenes Snookerturnier zur Ermittlung des nationalen Meisters von Belarus in dieser Billardvariante.
Rekordsieger ist Aljaksandr Kaszjukawez, der bislang sechsmal belarussischer Meister wurde. Bei den Damen gewann Jana Halliday viermal und Anastassija Tumilowitsch dreimal.

## Belarussische Meister

### Herren
| Jahr | Belarussischer Meister | Ergebnis | Finalist                 | Halbfinalisten 1         |
| ---- | ---------------------- | -------- | ------------------------ | ------------------------ |
| 2006 | Wital Muchljadam       | 3:1      | Anton Budnik             | Dsmitryj Schumejka       |
| 2006 | Wital Muchljadam       | 3:1      | Anton Budnik             | Maksim Schustau          |
| 2007 | Aljaksandr Kaszjukawez | 3:0      | Jahor Schukouskyj        | Andrej Chudobin          |
| 2007 | Aljaksandr Kaszjukawez | 3:0      | Jahor Schukouskyj        | Arzjom Arabej            |
| 2008 | Wital Muchljadam       | 3:0      | Arzjom Smahin            | Aljaksandr Kaszjukawez   |
| 2008 | Wital Muchljadam       | 3:0      | Arzjom Smahin            | Sjarhej Wassiljeu        |
| 2009 | Anton Budnik           | 4:2      | Mikita Strokin           | Wital Muchljadam         |
| 2009 | Anton Budnik           | 4:2      | Mikita Strokin           | Dsmitryj Tschuprou       |
| 2010 | Anton Budnik           | 3:0      | Wital Muchljadam         | Mikita Strokin           |
| 2010 | Anton Budnik           | 3:0      | Wital Muchljadam         | Dsmitryj Tschuprou       |
| 2011 | Arzjom Smahin          | 3:0      | Mikita Strokin           | Anton Budnik             |
| 2011 | Arzjom Smahin          | 3:0      | Mikita Strokin           | Wjatschaslau Kassawez    |
| 2012 | Dsmitryj Tschuprou     | 4:0      | Aljaksandr Schdanowitsch | Iwan Schabin             |
| 2012 | Dsmitryj Tschuprou     | 4:0      | Aljaksandr Schdanowitsch | Andrej Chudobin          |
| 2013 | Aljaksandr Kaszjukawez | 3:0      | Sjarhej Melnitschenok    | Aljaksandr Schdanowitsch |
| 2013 | Aljaksandr Kaszjukawez | 3:0      | Sjarhej Melnitschenok    | Andrej Chudobin          |
| 2014 | Aljaksandr Kaszjukawez | 4:1      | Andrej Chudobin          | Sjarhej Melnitschenok    |
| 2014 | Aljaksandr Kaszjukawez | 4:1      | Andrej Chudobin          | Dsmitryj Tschuprou       |
| 2015 | Aljaksandr Kaszjukawez | 4:0      | Andrej Chudobin          | Wjatschaslau Kassawez    |
| 2015 | Aljaksandr Kaszjukawez | 4:0      | Andrej Chudobin          | Sjarhej Melnitschenok    |
| 2016 | Aljaksandr Kaszjukawez | 3:2      | Uladsislau Kalinouski    | Sjarhej Melnitschenok    |
| 2016 | Aljaksandr Kaszjukawez | 3:2      | Uladsislau Kalinouski    | Andrej Chudobin          |
| 2017 | Sjarhej Melnitschenok  | 4:0      | Uladsislau Ramanouski    | Uladsislau Kalinouski    |
| 2017 | Sjarhej Melnitschenok  | 4:0      | Uladsislau Ramanouski    | Andrej Chudobin          |
| 2018 | Uladsislau Ramanouski  | 4:1      | Wjatschaslau Kassawez    | Jana Halliday            |
| 2018 | Uladsislau Ramanouski  | 4:1      | Wjatschaslau Kassawez    | Sjarhej Wassiljeu        |
| 2019 | Aljaksandr Kaszjukawez | 3:2      | Jauhen Saltouski         | Sjarhej Wassiljeu        |
| 2019 | Aljaksandr Kaszjukawez | 3:2      | Jauhen Saltouski         | Kiryl Marholin           |
| 2021 | Uladsislau Zyrykau     | 4:1      | Sjarhej Melnitschenok    | Uladsislau Ramanouski    |
| 2021 | Uladsislau Zyrykau     | 4:1      | Sjarhej Melnitschenok    | Kiryl Marholin           |
| 2022 | Kiryl Marholin         | 3:0      | Sjarhej Melnitschenok    | Uladsislau Schopik       |
| 2022 | Kiryl Marholin         | 3:0      | Sjarhej Melnitschenok    | Artur Tschajkouski       |
| 2023 | Uladsislau Ramanouski  | 3:0      | Andrej Tschjornyj        | Kiryl Marholin           |
| 2023 | Uladsislau Ramanouski  | 3:0      | Andrej Tschjornyj        | Pawel Butowitsch         |

#### Rangliste
| Platz | Spieler                | Gold | Silber | Bronze |
| ----- | ---------------------- | ---- | ------ | ------ |
| 1     | Aljaksandr Kaszjukawez | 6    | 0      | 1      |
| 2     | Anton Budnik           | 2    | 1      | 1      |
| 2     | Wital Muchljadam       | 2    | 1      | 1      |
| 2     | Uladsislau Ramanouski  | 2    | 1      | 1      |
| 5     | Sjarhej Melnitschenok  | 1    | 3      | 3      |
| 6     | Arzjom Smahin          | 1    | 1      | 0      |
| 7     | Kiryl Marholin         | 1    | 0      | 3      |
| 7     | Dsmitryj Tschuprou     | 1    | 0      | 3      |
| 9     | Uladsislau Zyrykau     | 1    | 0      | 0      |

### Damen
| Jahr | Belarussische Meisterin  | Ergebnis | Finalistin               | Halbfinalistinnen 2      |
| ---- | ------------------------ | -------- | ------------------------ | ------------------------ |
| 2014 | Anastassija Tumilowitsch | 3:1      | Jana Halliday            | Anastassija Jewdossejewa |
| 2014 | Anastassija Tumilowitsch | 3:1      | Jana Halliday            | Weranika Schatochina     |
| 2015 | Jana Halliday            | 3:0      | Wolha Iwanowa            | Anastassija Trunina      |
| 2015 | Jana Halliday            | 3:0      | Wolha Iwanowa            | Anastassija Tumilowitsch |
| 2016 | Anastassija Tumilowitsch | 3:0      | Wolha Iwanowa            | Jana Halliday            |
| 2016 | Anastassija Tumilowitsch | 3:0      | Wolha Iwanowa            | Albina Ljaschtschuk      |
| 2017 | Jana Halliday            | 3:0      | Anastassija Tumilowitsch | Natallja Kaslouskaja     |
| 2017 | Jana Halliday            | 3:0      | Anastassija Tumilowitsch | Albina Ljaschtschuk      |
| 2018 | Anastassija Tumilowitsch | 3:2      | Albina Ljaschtschuk      | Darja Tscheprassowa      |
| 2018 | Anastassija Tumilowitsch | 3:2      | Albina Ljaschtschuk      | Hanna Aljaksejenka       |
| 2019 | Jana Halliday            | 3:1      | Albina Ljaschtschuk      | Anastassija Tumilowitsch |
| 2019 | Jana Halliday            | 3:1      | Albina Ljaschtschuk      | Natallja Kaslouskaja     |
| 2021 | Jana Halliday            | 3:2      | Albina Ljaschtschuk      | Elina Kazuba             |
| 2021 | Jana Halliday            | 3:2      | Albina Ljaschtschuk      | Natallja Kaslouskaja     |

### U18-Junioren
| Jahr | Belarussischer Meister | Ergebnis | Finalist              | Halbfinalisten 3      |
| ---- | ---------------------- | -------- | --------------------- | --------------------- |
| 2014 | Jana Halliday          | 3:1      | Uladsislau Schopik    | Barys Muraschou       |
| 2014 | Jana Halliday          | 3:1      | Uladsislau Schopik    | Uladsislau Ramanouski |
| 2015 | Jana Halliday          | 3:0      | Kiryl Marholin        | Barys Muraschou       |
| 2015 | Jana Halliday          | 3:0      | Kiryl Marholin        | Aljaksandr Hapejeu    |
| 2016 | Kiryl Marholin         | 3:1      | Uladsislau Ramanouski | Fjodar Zupko          |
| 2016 | Kiryl Marholin         | 3:1      | Uladsislau Ramanouski | Uladsislau Kalinouski |
| 2017 | Uladsislau Kalinouski  | 3:1      | Kiryl Marholin        | Mikita Finski         |
| 2017 | Uladsislau Kalinouski  | 3:1      | Kiryl Marholin        | Uladsislau Ramanouski |
| 2018 | Kiryl Marholin         | 3:1      | Aljaksej Schlopak     | Uladsislau Schopik    |
| 2018 | Kiryl Marholin         | 3:1      | Aljaksej Schlopak     | Uladsislau Ramanouski |
| 2019 | Aljaksej Schlopak      | 3:0      | Uladsislau Schopik    | Mikita Palujan        |
| 2019 | Aljaksej Schlopak      | 3:0      | Uladsislau Schopik    | Andrej Adericho       |
| 2020 | Kiryl Marholin         | 3:0      | Aljaksej Remes        | Andrej Adericho       |
| 2020 | Kiryl Marholin         | 3:0      | Aljaksej Remes        | Aljaksej Schlopak     |
| 2021 | Andrej Tschjornyj      | 3:0      | Zimafej Jantschilenko | Albina Ljaschtschuk   |
| 2021 | Andrej Tschjornyj      | 3:0      | Zimafej Jantschilenko | Arsen Wyssozki        |
| 2022 | Andrej Tschjornyj      | 3:2      | Aljaksej Kudrawetsch  | Albina Ljaschtschuk   |
| 2022 | Andrej Tschjornyj      | 3:2      | Aljaksej Kudrawetsch  | Pawel Butowitsch      |
| 2023 | Andrej Tschjornyj      | 2:0      | Jauhen Rahawoj        | Elina Kazuba          |
| 2023 | Andrej Tschjornyj      | 2:0      | Jauhen Rahawoj        | Maryja Martynkowskaja |

### U16-Junioren
| Jahr | Belarussischer Meister | Ergebnis | Finalist               | Halbfinalisten 4      |
| ---- | ---------------------- | -------- | ---------------------- | --------------------- |
| 2015 | Uladsislau Ramanouski  | 2:0      | Fjodar Zupko           | Iwan Iwanawitsch      |
| 2015 | Uladsislau Ramanouski  | 2:0      | Fjodar Zupko           | Artur Tschajkouski    |
| 2016 | Kiryl Marholin         | 3:1      | Artur Tschajkouski     | Jahor Parubez         |
| 2016 | Kiryl Marholin         | 3:1      | Artur Tschajkouski     | Uladsislau Schopik    |
| 2017 | Fjodar Zupko           | 3:2      | Aljaksej Schlopak      | Jahor Parubez         |
| 2017 | Fjodar Zupko           | 3:2      | Aljaksej Schlopak      | Mikita Palujan        |
| 2018 | Aljaksej Schlopak      | 3:0      | Albina Ljaschtschuk    | Andrej Tschjornyj     |
| 2018 | Aljaksej Schlopak      | 3:0      | Albina Ljaschtschuk    | Andrej Adericho       |
| 2020 | Mikita Palujan         | 3:2      | Andrej Tschjornyj      | Albina Ljaschtschuk   |
| 2020 | Mikita Palujan         | 3:2      | Andrej Tschjornyj      | Arsen Wyssozki        |
| 2021 | Andrej Tschjornyj      | 3:0      | Arsen Wyssozki         | Zimafej Jantschilenko |
| 2021 | Andrej Tschjornyj      | 3:0      | Arsen Wyssozki         | Daniil Jurewitsch     |
| 2022 | Arsen Wyssozki         | 3:0      | Kanstanzin Lakzewitsch | Arzjom Wajzjachouski  |
| 2022 | Arsen Wyssozki         | 3:0      | Kanstanzin Lakzewitsch | Swjataslau Sasnouski  |